# 6175 Cori
För andra betydelser, se Cori.
6175 Cori eller 1983 XW är en asteroid i huvudbältet som upptäcktes den 4 december 1983 av den tjeckiske astronomen Antonín Mrkos vid Kleť-observatoriet i Tjeckien. Den är uppkallad efter de båda nobelpristagarna Carl och Gerty Cori.
Asteroiden har en diameter på ungefär 15 kilometer och den tillhör asteroidgruppen Themis.